# Curse of the Vampires

Curse of the Vampires (Ibulong mo sa hangin) est un film américano-philippin réalisé par Gerardo de León, sorti en 1966.

## Fiche technique
- Titre : Curse of the Vampires
- Titre original : Ibulong mo sa hangin
- Réalisation : Gerardo de León
- Scénario : Ben Feleo et Pierre L. Salas
- Production : Amalia Fuentes
- Société de production : Sceptre Industries
- Musique : Tito Arevalo
- Photographie : Mike Accion
- Montage : Ben Barcelon
- Décors : Ben Otico
- Pays d'origine :  Philippines,  États-Unis
- Format : Couleurs - 1,33:1 - Mono - 35 mm
- Genre : Horreur
- Durée : 82 minutes
- Date de sortie : 1966 (Philippines), 27 janvier 1971 (États-Unis)

## Distribution
- Eddie Garcia : Eduardo Escodero
- Amalia Fuentes : Leonore Escodero
- Romeo Vasquez : Daniel Castillo
- Mary Walter : Doña Consuelo Escodero de Victoria

## Autour du film
- Le tournage s'est déroulé aux Philippines.
- Curse of the Vampires est la suite de The Blood Drinkers, également réalisé par Gerardo de Leon en 1966.